# روبن سكوت (مغني)
روبن سكوت (بالإنجليزية: Robin Scott)‏ هو مغني ومغن مؤلف بريطاني، ولد في 1 أبريل 1947 في كرويدون في المملكة المتحدة.

## وصلات خارجية
- الموقع الرسمي
- روبن سكوت على موقع IMDb (الإنجليزية)
- روبن سكوت على موقع ميوزك برينز (الإنجليزية)
- روبن سكوت على موقع ديسكوغز (الإنجليزية)